# Vénès
Vénès är en kommun i departementet Tarn i regionen Occitanien i södra Frankrike. Kommunen ligger i kantonen Lautrec som tillhör arrondissementet Castres. År 2022 hade Vénès 723 invånare.

## Befolkningsutveckling
Antalet invånare i kommunen Vénès
| Referens: INSEE |